# Arvedi (Unternehmen)
Arvedi ist eine italienische Firmengruppe, die sich auf die Herstellung von Stahlerzeugnissen konzentriert. Kern der Gruppe bildet das Unternehmen Finarvedi, das als Holdinggesellschaft agiert, aber im Geschäftsjahr 2018 lediglich 26 Mitarbeiter direkt beschäftigte. Die gesamte Unternehmensgruppe erwirtschaftete 2018 einen Umsatz von 3,1 Milliarden Euro und beschäftigte rund 3600 Mitarbeiter in neun Konzerngesellschaften.

## Unternehmenstöchter
Finarverdi (Mailand)
ist die Holding, die zur Verwaltung der Unternehmensgruppe gegründet wurde.
Acciaieria Arvedi (Cremona (Lombardei))
produziert Flachprodukte aus C-Stahl.
Arvedi Tubi Acciaio (Cremona (Lombardei))
produziert Rohre aus C-Stahl
ILTA INOX (Cremona (Lombardei))
produziert Rohre aus Edelstahl
Arinox SPA (Sestri Levante)
produziert Dünnbleche aus Edelstahl.